# 永富博道
永富 博道（ながとみ はくどう、1916年3月 - 1995年以降）は、大日本帝国陸軍兵士で、日本の敗戦後に中国・山西省で中国国民党軍に加わり、国共内戦に参加した。本名は永富 浩喜（ながとみ こうき）。

## 来歴
熊本県阿蘇郡内牧町（現・阿蘇市）出身。
1937年、頭山満の門下生になることを志望し、7度目の訪問で頭山宅への出入りが許された。また、蓑田胸喜に師事する。陸軍大将の荒木貞夫、海軍大将の山本英輔の家にも出入りが許されていた。同年12月、「愛国学生連盟」の代表12名の一人として 上海から南京を視察する。
1938年3月、国士館専門学校（現・国士舘大学）を卒業する。
上海特務機関の陸軍軍属として呉江県宣撫班に服務し、 1940年12月まで安慶特務機関の開設に派遣された。その後応召し、1941年2月、北支那方面軍隷下第37師団重機関銃中隊の初年兵として山西省に駐屯した。
1945年、日本の降伏に伴う現地除隊の後、 中国国民党の閻錫山が率いる軍隊に加わる（中国山西省日本軍残留問題）。閻錫山軍の第五独立警備隊第二七大隊に本部付陸軍軍曹として所属した。楡次において「現地除隊日軍残留運動」に城野宏らと積極的に参加する。
1946年3月には工程第三大隊中校高級副官、同年8月には上校三大隊長に任命される。1949年1月、上校衛戍司令官隊長に任命される。1949年4月、人民解放軍に投降し捕虜となる。
1956年6月、戦争犯罪者として起訴 (13年の禁固刑)、撫順戦犯管理所へ移送される。1963年9月、釈放され、香港から帰国。
帰国後は、中国帰還者連絡会会員となり、日本中国友好協会理事を務めた。また、鍼灸医院を開業している。
1995年に中国での軍務経験を綴った『山西残留秘史　白狼の爪跡』（新風書房）を刊行した。